# Mama (folyó)
A Mama (oroszul: Мама) folyó Oroszország ázsiai részén, Burjátföldön és az Irkutszki területen; a Vityim bal oldali mellékfolyója.
Neve az evenki мома szóból származik, jelentése 'erdős terület'.

## Földrajz
Két forráság: az Észak-bajkáli-felföldön eredő Bal- és Jobb-Mama egyesülésével kezdődik. Onnantól számítva hossza a torkolatig: 211 km, a Bal-Mama forrásától számítva pedig 406 km. Vízgyűjtő területe: 18 900 km², évi közepes vízhozama az alsó szakaszon: 350 m³/s.
Október végétől április végéig – május elejéig jégpáncél borítja. Árvize május közepén kezdődik, de július–augusztusban is többször megárad. Az éves vízmennyiségnek kb. 80–85%-a a nyári hónapokban folyik le. Legnagyobb vízhozama 4550 m³/s, a legkisebb (télen) 30–40 m³/s. Alsó folyása a torkolattól 110 km-ig hajózható.
Torkolatánál, a Vityim túlsó partján fekszik az azonos nevű járási székhely, Mama.
Leghosszabb, jobb oldali mellékfolyója a Konkugyera (153 km). A kisebbik forráság, a Jobb-Mama 145 km hosszú.

## Ásványkincse
A folyó vízgyűjtő területének értékes ásványkincse a muszkovit. A muszkovitpala itteni hagyományos bányászata és feldolgozása a 21. század elejére szinte teljesen megszűnt, az ebből a célból a folyó mentén alapított kistelepülések részben vagy teljesen elnéptelenedtek.